# Jan Nalazek
Jan Nalazek ps. Waśka, Janek, Janek Kolejarz (ur. 1 grudnia 1918 w Cielechowiźnie lub Mińsku Mazowieckim, zm. 23 listopada 1943 pod Przepaścią) – bojownik Gwardii Ludowej i działacz Polskiej Partii Robotniczej, organizator oddziałów partyzanckich i dywersyjnych na Mazowszu oraz w północnej Małopolsce, członek rodziny Nalazków.

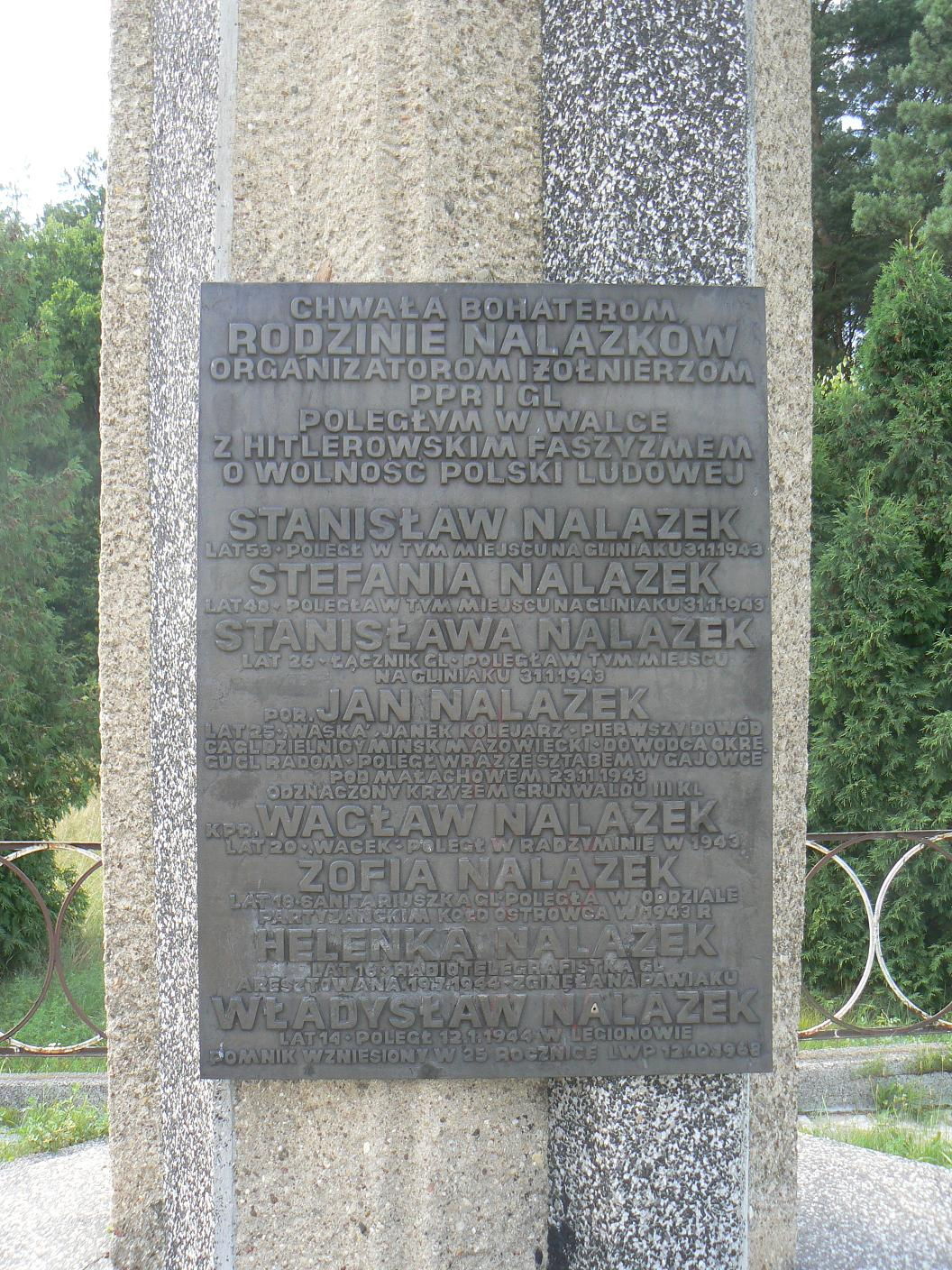
Tablica na Pomniku Rodziny Nalazków w miejscowości Gliniak

## Życiorys
Jan Nalazek urodził się w wielodzietnej rodzinie robotniczej, ukończył szkołę powszechną w Cielechowiźnie. Razem z siostrą Stanisławą należał do zarządu Czerwonego Harcerstwa i Organizacji Młodzieży Towarzystwa Uniwersytetu Robotniczego w Mińsku Mazowieckim (zorganizował min. klub sportowy). W 1936 po radykalizacji poglądów został przyjęty do Komunistycznego Związku Młodzieży Polski (po rozwiązaniu KZMP w 1938 powrócił do OM TUR). Po ukończeniu szkoły pracował w mińskiej fabryce "K. Rudzki i Syn" a następnie kształcił się na zecera w prywatnej drukarni.
Po wybuchu wojny przedostał się na tereny II RP włączone do Związku Radzieckiego. Pracował jako zecer w Grajewie, Białymstoku i Łomży, w 1940 wyjechał do Czelabińska gdzie został zatrudniony jako górnik w miejscowej kopani, wstąpił także do Komsomołu. Po ataku III Rzeszy na ZSRR Nalazek wstąpił ochotniczo do RKKA, do niewoli niemieckiej dostał się w rejonie Kijowa. Późną jesienią 1941 uciekł z transportu jeńców i przedostał się do rodzinnej wsi Gliniak. Wraz z całą rodziną wstąpił w szeregi Polskiej Partii Robotniczej na początku 1942. W marcu wszedł w skład Komitetu Powiatowego PPR a w maju w skład sztabu Okręgu Gwardii Ludowej Warszawa-Prawa Podmiejska (przedtem organizował GL PPR w rejonie Mińska Mazowieckiego). W okręgu "Janek" zajmował się szkoleniem bojowo-dywersyjnym gwardzistów, gromadzeniem broni oraz organizacją grup wypadowych. W czerwcu razem z podkomendnymi spalił dwa mosty, min. pod wsią Zamienie. W ciągu kilku miesięcy dzięki Nalazkowi w okręgu powstała szeroka sieć placówek i garnizonów GL PPR. Organizował także ucieczki wziętych do niewoli żołnierzy Armii Czerwonej pomagającym im w tworzeniu radzieckich oddziałów partyzanckich autonomicznie podporządkowanych okręgowi.
W styczniu 1943 Gestapo zorganizowało obławę na dom Nalazków. W walce polegli Stefania i Stanisław (rodzice "Janka") oraz ich córka Stanisława, pozostałym członkom rodziny udało się uciec (dom wraz ze zwłokami poległych został następnie spalony przez Niemców). Poszukiwani przez hitlerowców Jan i jego brat Wacław zostali przeniesieni w rejon podwarszawski gdzie organizowali akcje zbrojne w Rembertowie, Legionowie i Markach. Następnie sformowali oddział partyzancki rozbity 10 lutego 1943 pod wsią Słup (po bitwie żandarmi dobili ich ranną siostrę Zofię). W czerwcu 1943 decyzją Sztabu Głównego GL Jan Nalazek został przeniesiony na stanowisko dowódcy Okręgu Radom gdzie (przyjmując nowy pseudonim "Janek Kolejarz") zorganizował miejscowe oddziały partyzanckie specjalizujące się w sabotażu na liniach kolejowych. 
20 listopada 1943 "Janek Kolejarz" został zweryfikowany jako podporucznik GL. Trzy dni później wraz z 18 podkomendnymi (członkowie sztabu okręgu i partyzanci z oddziału "Sokół") znalazł się w okrążeniu w gajówce Małachów, w lesie pod Przepaścią, w której odbywała się odprawa dowództwa. Pomimo ogromnej przewagi hitlerowców otoczeni Polacy powstrzymywali ataki aż do ściągnięcia przez Niemców samochodów pancernych i moździerzy. Całodzienna bitwa zakończyła się spaleniem gajówki i śmiercią 17 partyzantów (w tym Jana Nalazka), przeżyło tylko dwóch rannych, których żandarmi natychmiast pojmali. W czasie walki gwardziści zdołali zadać wrogowi straty 30 zabitych, ok. 70 rannych oraz spalić jeden samochód pancerny.

## Życie prywatne
Jan Nalazek pochodził z wielodzietnej rodziny robotniczej, która w całości wstąpiła w szeregi PPR i GL w 1942. Jego matka Stefania (1895–1943), ojciec Stanisław (1890–1943) i starsza siostra Stanisława (1917–1943) zginęli w hitlerowskiej obławie na ich dom rodzinny. Młodsza siostra Zofia (1921/1925–1943) służyła jako sanitariuszka w oddziale partyzanckim "Janka", została ranna w czasie obławy pod Słupem i zamordowana przez niemieckich żandarmów. Ocalały z oddziału ich brat Wacław (1923–1943) został w stopniu kaprala instruktorem w Dzielnicy GL Marki, zginął podczas próby ucieczki z posterunku żandarmerii w Radzyminie. Najmłodsi z rodzeństwa Helena (1929–1944) i Władysław (1930–1944) zamieszkali z rodziną Skonieckich w Legionowie. Władysław zginął w styczniu 1944 w czasie obławy na dom, Helena będąca radiotelegrafistką Armii Ludowej wpadła w lipcu 1944, została zamordowana w sierpniu na Pawiaku.

## Upamiętnienie
Po wojnie ppor. Jan Nalazek ps. "Janek Kolejarz" został patronem ulicy i szkoły podstawowej w Ćmielowie oraz osiedla w Bodzechowie.
Całą rodzinę Nalazków (w tym Jana) upamiętnia pomnik wzniesiony w ich zamieszkałej przez nich wsi Gliniak. Do 2017 byli oni patronami ulic w Elblągu (obecnie ul. gen. Józefa Wybickiego) i w Mińsku Mazowieckim (obecnie ul. Szkolna) a do 1993 Ośrodka Szkolenia Wojsk Lądowych (wcześniej Podoficerskiej Szkoły Zawodowej) w Elblągu.

## Awanse
- oficer GL - 15 lipca[1] lub 5 września[2] 1942
- podporucznik GL - 20 listopada 1943
- porucznik - 25 grudnia 1945 (pośmiertnie)

## Odznaczenia
- Order Krzyża Grunwaldu III klasy - 25 grudnia 1943 (pośmiertnie; jedno z 30 pierwszych nadań)
- dwukrotnie Krzyż Walecznych (pośmiertnie)[2]
- Pochwała Dowództwa Głównego GL